# Leonid Lavrov
Pour les articles homonymes, voir Lavrov.
Leonid Alekseïevich Lavrov (en russe : Леонид Алексеевич Лавров), né le 11 novembre 1906, à Kazan et mort  le 13 septembre 1943, à Moscou, est un poète et traducteur russe et soviétique.

## Biographie
Leonid Lavrov a un père agronome. Il fait ses études à l'Institut supérieur de littérature et d'art Brioussov (ru) puis à la Faculté de philologie de l'Université de Moscou (ru). Il commence à publier en 1926, et participe au cercle et à la revue Les études rouges («Красное студенчество»). 
En 1928 il entre au Centre littéraire des constructivistes. Il fait partie des jeunes poètes choisis par Ilia Selvinski, mais les deux ans passés dans ce groupe n'ont que peu d'influence sur son style.
Il publie les recueils Induration de la vie («Уплотнение жизни») en 1931 et Section d'or («Золотое сечение») en 1933.
En mars 1935, il est condamné à trois ans de camp de travail pénitentiaire pour participation à un groupe contre-révolutionnaire, dans la même affaire que Iaroslav Smeliakov.
Son troisième recueil, Été («Лето») est recommandé à la publication par Alexandre Fadeev, qui note dans sa recension que « L. Lavrov est un poète sans aucun doute doué, avec sa propre vision du monde », mais demande de retirer du manuscrit le poème Intervention («Вступление»), dans lequel l'auteur « réduit les choses à une manifestation physiologique de la vie et plusieurs poèmes « urbains » faits sous l'influence de Nikolaï Zabolotski et qui sont truffés de moqueries et d'ambiguïtés » ; le recueil, qui devait sortir en 1941, ne parait pas en raison de la Deuxième guerre mondiale ; il sera publié en 2011 sur la base du tapuscrit de l'auteur conservé dans les archives de Valentin Portugalov (ru). 
Leonid Lavrov traduit également des poètes d'autres langues de l'URSS.
Déclaré inapte au service militaire, il est évacué pendant la guerre puis revient à Moscou. Il meurt en 1943 de tuberculose.
En 1966, a été publié un recueil, Tiré de trois livres. La liberté prosodique s'y unit, selon Irina Rodnianskaïa (ru) et Velimir Khlebnikov, avec un message lyrique et philosophique ciselé. 

## Livre
- (ru) Уплотнение жизни: Стихи 1927—1929 [« Induration de la vie : vers 1927-1929 »], Moscou, Федерация,‎ 1931, 96 p. ;
- (ru) Золотое сечение [« Section d'or »], Moscou, Советская литература,‎ 1933, 88 p. ;
- (ru) Из трёх книг: Стихи [« Tirés de trois livres : vers »]  (préf. Н. Асанов (N. Assanov)), Moscou, Советский писатель,‎ 1966, 152 p. ;
- (ru) Лето [« Été »]  (préf. В. Португалов (V. Portugalov)), Moscou, Летний сад,‎ 2011, 112 p. (ISBN 978-5-98856-122-4).